# Institut de Microelectrònica de Barcelona. Centre Nacional de Microelectrònica
L'Institut de Microelectrònica de Barcelona. Centre Nacional de Microelectrònica (IMB-CNM) és un centre que pertany al Consell Superior d'Investigacions Científiques (CSIC) que realitza activitats de recerca i desenvolupament en el disseny i la tecnologia de fabricació de circuits integrats, dispositius i materials semiconductors.

## Història i estructura
Des de la seva creació, el 1985, en el si del Consell Superior d'Investigacions Científiques, emmarcat en el Pla Nacional de Microelectrònica, les activitats del centre s'orienten cap a la modernització industrial, oferint a les empreses un conjunt de serveis, equips i personal especialitzat.
En el moment de la seva creació, el CNM fou estructurat en tres departaments, distribuïts en dues seus, Barcelona i Madrid. Més endavant, l'any 1989 el CNM va adquirir l'estructura que posseeix en l'actualitat, amb la incorporació d'un grup d'investigació ja consolidat de la Universitat de Sevilla com a quart departament, amb seu en aquesta ciutat. A poc a poc, a cadascuna d'aquestes seus se'ls van encomanant tasques més específiques. A Barcelona es va concentrar tota l'activitat microelectrònica relacionada amb el silici com a material base, tant pel que fa als aspectes de disseny com de tecnologia de fabricació, a la seu de Barcelona, a la seu de Madrid va quedar la tecnologia basada en els semiconductors compostos, no basats en silici, i Sevilla és un centre de desenvolupament dedicat prioritàriament al camp analògic.
La seu de Barcelona està ubicada en el campus de la Universitat Autònoma de Barcelona, a Bellaterra, i ocupa una superfície de més de 8.000 m2, distribuïts en diversos edificis. Un d'ells, de 3.400 m2, allotja la direcció i l'administració del CNM, que és única per a les tres seus, i també els despatxos dels investigadors i els laboratoris no crítics. Entre els equipaments de l'IMB cal destacar l'anomenada "sala blanca", creada el 1991, de 1000 m2, més endavant ampliada fins als 1500 m2, que diferencia el CNM de Barcelona de la majoria de centres d'investigació i desenvolupament en el camp de la microelectrònica, d'Europa. Actualment, la "sala blanca" del CNM està situada entre les cinc més destacades de tot Europa.
Actualment, l'IMB-CNM, és el major centre d'investigació i desenvolupament en microelectrònica d'Espanya. Les activitats de recerca i desenvolupament de l'IMB-CNM estan dedicades al camp dels Micro i Nano Sistemes Integrats. L'IMB-CNM està ubicat a Bellaterra, a Cerdanyola del Vallès, al Campus de la Universitat Autònoma de Barcelona (UAB), dedicat a la investigació bàsica i industrial i aplicada. És membre del Clúster de Nanotecnologia de Barcelona-Bellaterra. L'IMB-CNM com a part del CSIC també és membre del Parc de Recerca de la UAB (PRUAB).
Entre les darreres actuacions d'investigació del IMB-CNM es troba el disseny i la fabricació dels components que l'octubre del 2018 van viatjar al planeta Mercuri en el marc de la missió BepiColombo, de forma conjunta entre l'Agència Europea de l'Espai i l'Agència Japonesa de l'Espai. Es tracta de 700 díodes de protecció de les cel·les fotovoltaiques dels panells solars que porten incorporades dues sondes que exploraran el planeta. S'espera que arribin a la seva destinació en set anys. Els panells solars estaran exposats a temperatures de 300 graus durant el dia i de fins a 150 sota zero a la nit. El llançament es realitzarà des de la base de Kourou, a la Guaiana Francesa, a bord d'un Ariane V.
Amb el trancurs dels anys, l'activitat investigadora de l'IMB-CNM en tecnologies, dispositius i circuits integrats basats en la tradicional Micro i Nanoelectrònica ha evolucionat cap als camps de sensors, actuadors, sistemes microelectromecànics (MEMS), microsistemes i la seva integració com a part dels nous circuits electrònics i sistemes intel·ligents per donar-los una major funcionalitat. Les activitats d'R+D de l'IMB-CNM es complementen amb la formació d'estudiants, investigadors i enginyers i amb transferència de tecnologia a empreses.

## Premis i reconeixements al CNM[10]
- Premi Ciutat de Barcelona en Modalitat Tècnica (1995), concedit per l'Ajuntament de Barcelona.
- Placa Narcís Monturiol al Mèrit Científic i Tecnològic (1996), concedit per la Generalitat de Catalunya.